# War Pigs (film)
War Pigs (în traducere Porcii războiului, lansat internațional și ca Saints and Soldiers: War Pigs, Sfinți și soldați: Porcii războiului) este un film american de război de acțiune din 2015, regizat de Ryan Little, după un scenariu de Luke Schuetzle și Adam Emersonand. Este a patra parte din seria de filme Sfinți și soldați și este o continuare independentă a filmului Sfinți și soldați: Bătălia finală. Rolurile principale au fost interpretate de actorii Luke Goss, Dolph Lundgren, Chuck Liddell și Mickey Rourke.

## Rezumat
În timpul celui de-al Doilea Război Mondial căpitanul armatei americane, căzut în dizgrație, Jack Wosick, are oportunitatea de a-și spăla păcatele atunci când i se cere să conducă o unitate de neadaptați cunoscută sub numele de Porcii Războiului într-o misiune secretă de a merge în spatele liniilor inamice pentru a aduna informații despre o super armă dezvoltată de naziști. Aceasta este V-3, un tun masiv de artilerie care le-ar da naziștilor un avantaj decisiv. Cu ajutorul căpitanului Hans Picault, un german anti-nazist care servește în Legiunea Străină Franceză și al colonelului A. J. Redding, un veteran din Primul Război Mondial, Jack trebuie să se antreneze, să conducă și să câștige respectul noii sale echipe pentru a deveni o unitate de recunoaștere funcțională.

## Distribuție
- Luke Goss⁠(d) – Căpitan / Locotenent Jack Wosick
- Dolph Lundgren – Căpitan Hans Picault
- Chuck Liddell – Sergent McGreevy
- Mickey Rourke – Colonel A.J. Redding
- Noah Segan⁠(d) – soldat / caporal August Chambers
- Steven Luke – "Preacher"
- Ryan Kelley⁠(d) – soldat William York
- Jake Stormoen⁠(d) – soldat Frenchy Buckle
- K.C. Clyde – soldat Moffatte